# حاجی‌عزیز چشمه‌سفید
حاجی‌عزیز چشمه‌سفید، روستایی از توابع بخش ماهیدشت شهرستان کرمانشاه در استان کرمانشاه ایران است.

## جمعیت
این روستا در دهستان ماهیدشت قرار دارد و برپایه سرشماری مرکز آمار ایران در سال ۱۳۸۵، جمعیت آن ۲۲۵ نفر (۵۲خانوار) بوده‌است.